# Росс Йенсен, Матиас
Матиас Росс Йенсен (дат. Mathias Ross Jensen; род. 15 января 2001, Ольборг, Северная Ютландия) — датский футболист, защитник турецкого клуба «Галатасарай», выступающий на правах аренды за «Спарту» Прага.

## Клубная карьера
Росс — воспитанник клуба «Ольборг». 2 сентября 2018 года в матче против «Раннерс» он дебютировал в датской Суперлиге. В 2020 году в поединке Кубка Дании против «Копенгагена» Матиас забил свой первый гол за «Ольборг».
21 июля 2023 года перешёл на правах аренды в нидерландский НЕК.

## Международная карьера
В 2018 году в составе юношеской сборной Дании Росс принял участие в юношеском чемпионате Европы в Англии. На турнире он сыграл в матче против команд Боснии и Герцеговины, Ирландии и Бельгии.